# Odmowa chodzenia do szkoły
Odmowa chodzenia do szkoły – sytuacja, w której osoba małoletnia odmawia realizacji obowiązku szkolnego. Część autorów zawęża zakres terminu do absencji szkolnej związanej z trudnościami emocjonalnymi.
Odmowa chodzenia do szkoły stanowi problem szerszy niż tylko niechęć czy brak zainteresowania. Stanowi istotny problem medyczny z dziedziny pediatrii, może być także traktowana jako objaw psychiatryczny.

## Epidemiologia
Odmowa chodzenia do szkoły dotyczy od 2 do 5% populacji w wieku szkolnym bądź wedle innych danych 1–5%. Najczęściej obserwuje się w wieku 5–6 lat i 10–11 lat bądź 5–7 lat i następnie 11–14 lat. Nie stwierdza się różnic pod względem płci ani grupy społecznej. Zebranie dokładnych danych utrudnia ukrywanie uchylających się przed szkołą małoletnich przez ich rodziców.

## „Fobia szkolna”
Odmowa chodzenia do szkoły bywała niekiedy nazywana „fobią szkolną”. Termin ten powstał w 1941. Międzynarodowa Klasyfikacja ICD10 nie uwzględnia takiej fobii. W rozdziale V obejmującym zaburzenia psychiczne oraz zaburzenia zachowania wyróżnia ona prócz fobii społecznych i agorafobii specyficzne (izolowane) postaci fobii z kodem F40.2. Wymienia ona kilka przykładowych obiektów bądź sytuacji mogących wiązać się z objawami fobii, nie wymieniając fobii szkolnej. Definiuje fobie szczegółowe poprzez występowanie typowych dla fobii somatycznych objawów lękowych, występowanie obaw lub unikania w stosunku do specyficznego przedmiotu lub sytuacji, ich ocenę przez pacjenta jako nadmiernych bądź nieracjonalnych, ponadto zaś ograniczenie występowania rzeczonych objawów do określonych sytuacji bądź myślenia o nich. Również Obrazy Kliniczne i Wskazówki Diagnostyczne do ICD10 nie wspominają, jakoby istniał taki rodzaj fobii szczegółowych, podkreślając zarazem rolę lęku, unikania i objawów z autonomicznego układu nerwowego w diagnostyce fobii szczegółowych. Podobnie diagnozy fobii społecznej nie można postawić, opierając się na DSM5.
Określenia fobia szkolna nie wymienia żadna klasyfikacja psychiatryczna. Fobii takiej nie wymieniają również podręczniki psychiatrii ani psychiatrii dzieci i młodzieży. Autorzy zwracają uwagę, że to nieścisły termin stosowany jako synonim wszelkich problemów związanych z chodzeniem do szkoły, niepozwalający w żaden sposób na oparcie o takie rozpoznanie jakiegokolwiek leczenia. Niekiedy traktowano go też jako odmianę lęku separacyjnego.

## Przyczyny i obraz kliniczny
Objawy pojawiają się stopniowo, z początku o niewielkim nasileniu.
Przyczyn odmowy chodzenia do szkoły upatrywać można w mechanizmach lękowych. W tym przypadku – co określano nieściśle mianem „fobii szkolnej” – przed wejściem do szkoły pojawiać się może narastający lęk wraz z towarzyszącymi mu objawami wegetatywnymi, mogący osiągać nasilenie napadu paniki. ICD10 wśród objawów lękowych rzeczywiście wyróżnia objawy wzbudzenia autonomicznego, do których zalicza poczucia kołatania serca, jego ciężaru bądź przyśpieszenia jego pracy, pocenie się, drżenie bądź dygotanie, a także kserostomię, z innych objawów lęku wymieniając uczucie trudności z oddychaniem, dławienia się, bólu bądź dyskomfortu w klatce piersiowej, nudności lub nieprzyjemnych doznań brzusznych, zawroty głowy, poczucie omdlewania, oszołomienia, braku równowagi, obawę przed utratą kontroli bądź nagłą śmiercią, uderzenia gorąca, zimna, dreszcze, drętwienie, swędzenie. Dzieci zgłaszają również ból brzucha, pleców, mięśni, stawów czy ból gardła oraz ból w klatce piersiowej. Pojawić się mogą wymioty czy biegunka. Niekiedy płaczą lub złoszczą się, a nawet grożą dokonaniem samouszkodzeń. Objawy lękowe i somatyczne mijają wraz z uzyskaniem zgody rodziców na absencję w szkole, pojawią się ponownie następnego dnia, kiedy znowu trzeba będzie iść do szkoły.
Przyczyny takich objawów bywają rozumiane rozmaicie, w zależności od przyjętych założeń związanych często z określonym podejściem terapeutycznym. Podejście behawioralne skupia się na związanych ze szkołą lękotwórczych zdarzeniach w przeszłości dziecka czy adolescenta, wskazując na mechanizm warunkowania klasycznego. Podejście psychodynamiczne wskazuje lęk jako skutek urazu bądź jako sygnał nieuświadomionego konfliktu wewnętrznego. Pojawieniu się odmowy chodzenia do szkoły sprzyja przerwa w nauce, na przykład wakacyjna bądź spowodowana chorobą somatyczną. Istotną rolę spełniać mogą trudne dla małoletniego wydarzenia, jak przeprowadzka do nowego domu czy zgon ukochanego zwierzęcia domowego. Odmowie sprzyjać może rozpoczęcie edukacji w nowej szkole. Dziecko może bać się, że nie poradzi sobie dobrze w nowej szkole, może bać się innych uczniów, może być przekonane, że podczas jego nieobecności rodzicom stanie się coś złego (ten ostatni objaw należy do kryteriów lęku separacyjnego). Istotną rolę odgrywa sytuacja rodzinna dziecka, w szczególności nadmierna zależność, izolacja, konflikt bądź nadmierna sztywność ról. Ważna jest także sytuacja w szkole. Dziecko może nie radzić sobie z nauką, może dysponować mniejszymi od rówieśników umiejętnościami społecznymi i komunikacyjnymi. Może też być ofiarą bullyingu. Rolę odgrywają również słabe relacje z nauczycielami.
Objawy lękowe mogą układać się w obraz fobii społecznej, fobii specyficznej, ale też innych zaburzeń lękowych, jak zespół lęku uogólnionego. Odmowa chodzenia do szkoły może też wynikać z PTSD bądź zaburzeń adaptacyjnych.
Inną przyczynę stanowią mechanizmy depresyjne. Niekiedy objawy wystarczają do postawienia rozpoznania dużej depresji.
Kolejną grupę przyczyn absencji szkolnej stanowi zaburzenie opozycyjno-buntownicze. W przeciwieństwie jednak do wyżej opisanych pacjentów, zostających w domu za zgodą rodziców i niestwarzających innych trudności wychowawczych, pacjenci wagarujący zazwyczaj nie przedstawiają istotnego lęku czy niepokoju związanego ze szkołą, nie informują rodziców o nieobecności na lekcjach, prezentują zachowania niezgodne z prawem, często spędzają czas zajęć lekcyjnych poza domem i szkołą w towarzystwie młodzieży prezentującej podobne zachowania. Nie są zainteresowane nauką szkolną i nie uznają obowiązujących w szkole zasad postępowania. Zachowanie takie bywa wyłączane z zakresu znaczeniowego odmowy chodzenia do szkoły. Diagnostykę utrudnia jednak zazębianie się obu grup.
Badanie pediatryczne zazwyczaj nie wnosi istotnych informacji, jednakże wykluczyć należy choroby somatyczne.
Sewell (2008) dzieli pacjentów odmawiających chodzenia do szkoły na trzy grupy, wyróżniając grupy: separacji (młodsi pacjenci z niepokojem), niepokoju (starsi, z objawami depresyjnymi) oraz fobii (także starsi).

## Skutki
Absencja szkolna negatywnie wpływa na rozwój dziecka czy adolescenta w sferze społecznej, edukacyjnej i emocjonalnej. Celem zapobieżenia negatywnym skutkom niechodzenia do szkoły zalecana jest szybka diagnostyka powodów unikania szkoły. Przedłużająca się nieobecność na lekcjach utrudnia powrót. Zubożeniu ulegają relacje z rówieśnikami, ale też w rodzinie pacjenta. Piętrzą się zaległości w nauce, co w przyszłości przełożyć się może na gorsze możliwości zatrudnienia. Zwiększa się ryzyko zaburzeń psychicznych. Z gorszym rokowaniem wiążą się takie czynniki, jak czas trwania ponad dwa lata, adolescencja, epizod depresyjny, niższy iloraz inteligencji. Z drugiej strony istnieje grupa pacjentów z samorzutną poprawą.

## Postępowanie
Celem leczenia jest powrót dziecka czy adolescenta do szkoły. Pacjentom odmawiającym chodzenia do szkoły proponowane są różne metody terapeutyczne. Należą do nich psychoterapia poznawczo-behawioralna (CBT), psychoterapia edukacyjno-wspierająca, interwencje rodzic-nauczyciel, w końcu zaś farmakoterapia. W postępowaniu zaleca się współpracę rodziców, pracowników szkoły i profesjonalistów związanych z ochroną zdrowia psychicznego. Niewskazane jest zwalnianie pacjenta z zajęć lekcyjnych.
W przypadku młodszych dzieci, których objawy lękowo-depresyjne nie są jeszcze istotnie nasilone, wystarczyć może interwencja rodziców przy wsparciu personelu szkoły. W razie poważniejszych objawów psychiatrycznych, przedłużającej się nieobecności bądź deficytów społecznych powstaje konieczność psychoterapii. Postępowanie behawioralne obejmuje treningi relaksacji i umiejętności społecznych, systematyczną desensytyzację, techniki wyobrażeniowe i contingency management. CBT obejmuje głównie konfrontację z występującym lękiem oraz naukę modyfikacji nieadaptacyjnych myśli i zachowań. Terapia dialektyczno-behawioralna (DBT) koncentruje się na uważności, tolerancji stresu, emocjach i radzeniu sobie w kontaktach z innymi. Z kolei ERP (exposure-response therapy) koncentruje się na reakcjach pacjenta na najbardziej stresujące go sytuacje. W terapii konieczne jest uwzględnienie sytuacji rodzinnej pacjenta. Niezbędne jest również wyrównywanie społecznych, komunikacyjnych umiejętności dziecka, wraz z zaległościami w nauce.
Londono Tobon i inni opublikowali w 2018 systematyczny przegląd literatury poświęconej farmakoterapii stosowanej w przypadku odmowy chodzenia do szkoły. Odnotowano 7 poświęconych problemowi badań, w tym 6 RCT. Do głównych stosowanych leki należały antydepresanty, wśród których stosowano imipraminę, klomipraminę i fluoksetynę. Wykorzystywano również benzodiazepiny, z których stosowano alprazolam. Nie wykazano, by stosowanie farmakoterapii wiązało się z wynikiem leczenia istotnie lepszym od placebo. Z kolei Kawsar i Marwaha (2019) uważają SSRI za skuteczne i bezpieczne w razie zaburzeń lękowych. Obecnie są one lekami pierwszego rzutu w tej grupie rozpoznań, zastąpiły wcześniejsze leki trójcykliczne. Kawsar i Marwaha zalecają sertralinę począwszy od 12,5 mg zwiększaną po tygodniu o 12,5–25 mg aż do osiągnięcia 50 mg w przypadku dzieci, u młodzieży zaś zwiększanie o 25–50 mg tygodniowo. W razie braku poprawy po 6-8 tygodniach proponują dalsze zwiększanie dawki aż do maksymalnie 200 mg dziennie. Benzodiazepiny, powodujące wiele działań niepożądanych, w tym upośledzających funkcjonowanie poznawcze, mogą służyć wyłącznie do leczenia krótkoterminowego celem zwalczania ostrych objawów lękowych, zanim rozwinie się działanie SSRI. Kawsar i Marwaha proponują klonazepam 0,25 mg dziennie z możliwością zwiększenia do 0,5 mg, a nawet więcej w razie dobrej tolerancji i odpowiedzi, bądź lorazepam 0,25 mg na dzień. Leków tych nie można stosować dłużej niż kilka tygodni.